# المنصوریه
المنصوریه یک منطقهٔ مسکونی در تونس است که در تونس واقع شده‌است.